# Батуренко, Юрий Михайлович
Ю́рий Миха́йлович Бату́ренко (29 декабря 1964, Душанбе, Таджикская ССР, СССР) — советско-таджикско-российский футболист, полузащитник, тренер.

## Карьера

### Игровая
В чемпионате СССР играл за «Памир». После распада Союза Юрий Сёмин, знавший Батуренко по совместной работе в «Памире», пригласил его в «Локомотив».
В сезоне 1993 проявить себя не смог из-за травм, в том числе из-за повреждения мениска.
В 1998 году завершил выступления.

### В сборной
В 1992 и 1996 годах провёл 3 игры за сборную Таджикистана.
| № | Дата         | Город                | Соперник   | Счёт | Мин. | Турнир                 |
| - | ------------ | -------------------- | ---------- | ---- | ---- | ---------------------- |
| 1 | 17 июня 1992 | Душанбе, Таджикистан | Узбекистан | 2:2  | 90'  | Кубок Центральной Азии |
| 2 | 8 мая 1996   | Душанбе, Таджикистан | Узбекистан | 4:0  | 90'  | Кубок Азии             |
| 3 | 19 июня 1996 | Ташкент, Узбекистан  | Узбекистан | 0:5  | 95'  | Кубок Азии             |

### Тренерская
Работал в «Локомотив» (Москва) (тренер дубля, 2000—2004, тренер основного состава, 2005, тренер спортшколы, 2006—2007), «Балтика» (Калининград) (тренер, 2004), «СОЮЗ-Газпром» (Ижевск) (администратор, 2007), «Динамо» (Москва) (тренер спортшколы, 2008—2009).
С ноября 2009 по 2010 год — тренер молодёжного состава «Локомотив» (Москва). Батуренко проводил работу по подготовке футболистов выпускных годов черкизовского и перовского отделений школы «Локомотива» к требованиям молодёжного состава.
20 марта 2021 года возглавил волгоградский «Ротор» после увольнения Александра Хацкевича, но из-за отсутствия лицензии PRO главным тренером был назначен Хасанби Биджиев. 26 мая 2021 года покинул клуб вместе с остальным тренерским штабом из-за неудовлетаорительных результатов команды.
4 августа 2021 года вошёл в тренерский штаб Юрия Семина в ФК «Ростов».

## Достижения
- Победитель первой лиги СССР: 1988
- Серебряный призёр чемпионата России: 1995
- Бронзовый призёр чемпионата России: 1994